# Rosenberg Trio
Rosenberg Trio je nizozemská jazzová kapela tvořená dvěma kytaristy a jedním basistou – Stochelo Rosenberg (sólová kytara), Nous'che Rosenberg (rytmická kytara) a Nonnie Rosenberg (kontrabas). Jejich inspirací se stal Django Reinhardt, legendární cikánský kytarista z 30. let minulého století. Jejich styl byl charakterizován jako „rázný, nakažlivý cikánský kytarový jazz“.
Skupina hraje již přibližně 15 let a mezi její významné počiny patří vydání DVD, zachycujícího živou nahrávku koncertu k poctění Django Reinhardta, a roku 1993 živé album Live at the North Sea Jazz Festival, které zachycuje trio na jejich ekletickém, mladickém vrcholu.

## Diskografie
- Seresta – 1989
- Gipsy Summer – 1991
- Impressions – 1992
- Live at the North Sea Jazz Festival – 1993
- Caravan – 1995
- Gypsy Swing – 1996
- Noches Calientes – 1998
- 3 - Originals (2CD komplet Seresta – Gipsy Summer - Impressions) – 1998
- Élégance – 2000
- Sueños Gitanos – 2001
- The best of… (2CD) – 2002
- Louis van Dijk & The Rosenberg Trio – 2003
- Live in Samois – 2003
- Double jeu – 2004
- Ready'n able – 2005
- Roots – 2007
- Tribute to Stephane Grappelli – 2008
- Djangologists – 2010